# 福島県道156号小名浜港線

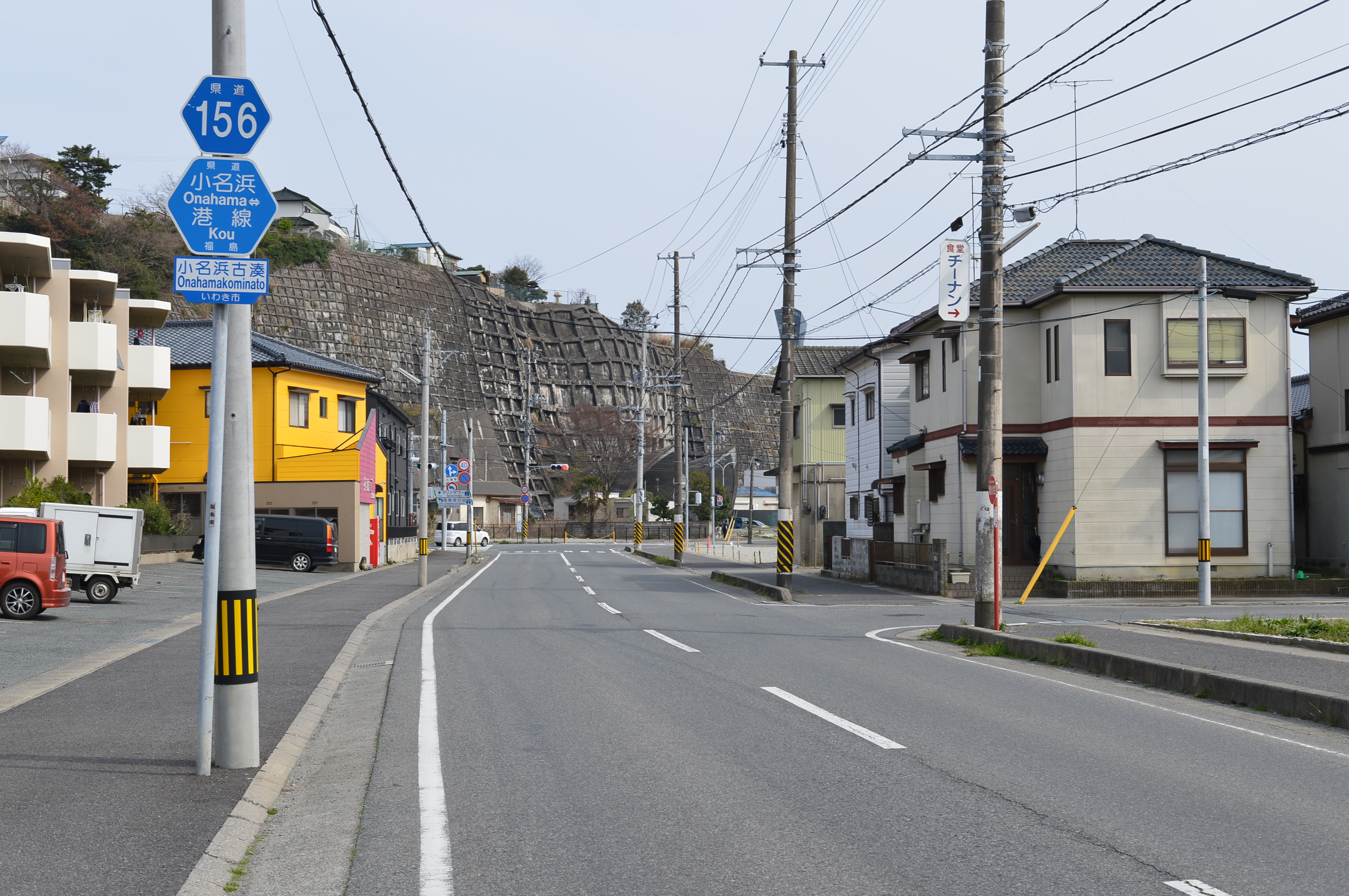
福島県道156号小名浜港線
いわき市小名浜古湊（2015年4月）

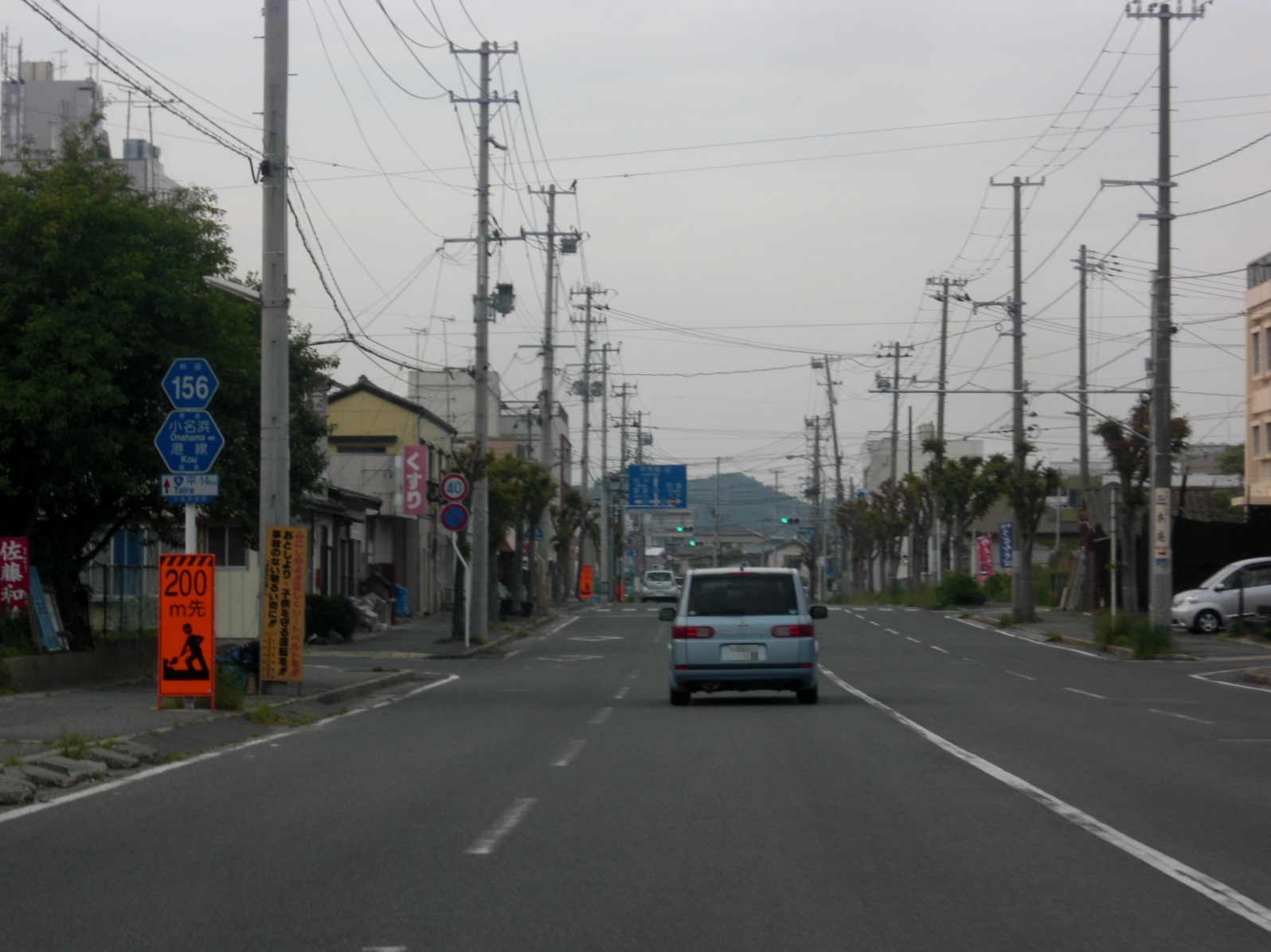
沿線風景（いわき市小名浜）

福島県道156号小名浜港線（ふくしまけんどう156ごうおなはまこうせん）は、福島県いわき市小名浜にある一般県道である。

## 概要
- 起点：福島県いわき市小名浜字小屋ノ内
- 終点：福島県いわき市小名浜字定西
- 総延長：1.705 km[1]
  - 実延長：総延長に同じ
- 路線認定年月日：1959年8月31日[2]

## 地理

### 通過する自治体
- 福島県
  - いわき市

### 交差する道路
- 小名浜臨港道路（小名浜港トンネル）（小名浜字小屋ノ内 起点）
- 福島県道15号小名浜四倉線・福島県道26号小名浜平線（小名浜字定西 終点）

### 沿線
- 小名浜港
- 小名浜港湾事務所（いわき市小名浜栄町）
- 小名浜魚市場（いわき市小名浜栄町）
- イオンモールいわき小名浜